# Jonida Maliqi
Jonida Maliqi, née le 26 mars 1983 à Tirana en Albanie, est une chanteuse et animatrice de télévision albanaise. Elle a remporté la cinquante-septième édition du Festivali I Këngës avec sa chanson Ktheju tokës, et représente par conséquent l'Albanie au Concours Eurovision de la chanson 2019 à Tel Aviv en Israël.

## Carrière
C'est en 1995, à l'âge de treize ans, que Jonida commence sa carrière, en participant au Festivali I Këngës, en duo avec le chanteur Aleksandër Rrapi, avec la chanson Planeti i fëmijëve. Elle participera de nouveau en 1997, en duo avec Kastriot Tusha. Le duo interprètera Flas Më ëngjellin tim, une chanson en hommage à Mère Teresa. Elle participera une troisième fois en 1999, cette fois en solo, avec la chanson Do jetoj pa ty, qui finira à la deuxième place du Festival.

Jonida Maliqi a également joué le rôle de Juliette dans la version comédie musicale albanaise de Roméo et Juliette, aux côtés d'Alban Skënderaj. Elle a également présenté la quatrième saison de Dancing With The Stars Albania, la version albanaise de Danse avec les stars, et a été coach dans la version albanaise de The Voice.

Elle participe au Concours Eurovision de la chanson 2019, qui se déroule à Tel Aviv en Israël, à la suite de sa victoire au cinquante-septième Festivali I Këngës, avec sa chanson Ktheju tokës ("Retour à la terre"). Elle se classe à la neuvième place de la seconde demi-finale du 16 mai 2019, avec 96 points. Elle participe donc à la finale le 18 mai, où elle obtient 90 points, se classant dix-septième sur vingt-six finalistes.

## Discographie

### Albums
- 2005 : Nuk të pres
- 2013 : Jonida Maliqi

### Singles
- 1995 : Planeti i fëmljëve (avec Aleksandër Rrapi)
- 2000 : Ik
- 2001 : Çast
- 2002 : Do humbas më ty
- 2003 : Vetëm një natë
- 2004 : Frikem se me pëlqen
- 2005 : Força e femrës (feat. Tuna)
- 2006 : Pa identitet
- 2007 : S'ka fajtor në dashuri
- 2008 : Njëri nga ata
- 2011 : Një orë më shumë
- 2011 : Fantastik
- 2013 : Sonte (feat. DJ Blunt & Real)
- 2015 : Jam berë si ti
- 2018 : N'errësirë
- 2018 : Ktheju tokës